# Graphania debilis
Graphania debilis är en fjärilsart som beskrevs av Butler 1877. Graphania debilis ingår i släktet Graphania och familjen nattflyn. Inga underarter finns listade i Catalogue of Life.